# David Freeman-Mitford, 2:e baron Redesdale
David Bertram Ogilvy "Fave" Freeman-Mitford, 2:e baron Redesdale, född 13 mars 1878, död 17 mars 1958 på godset Redesdale i Northumberland, var en brittisk aristokrat och far till de sju syskonen Mitford, karikerad under namnet Uncle Matthew.

## Biografi
David studerade vid Radley College eftersom föräldrarna ansåg honom lite konstig och de inte ville att han skulle förstöra sin äldre brors goda rykte vid Eton. Efter avslutade studier arbetade han en kortare tid vid en teplantage på Ceylon; han kom senare att medverka i Boerkriget där han förlorade sin ena lunga. Under första världskriget blev han sårad med ett skott som tvingade honom till en kortare sjukhusvistelse.
Han gifte sig 1904 med Sydney Bowles (Muv) dotter till tidningsutgivaren och parlamentsledamoten Thomas Gibson Bowles. Paret kom genom åren att få sju barn som på olika sätt gjorde sig kända och skandalomsusade. Efter bröllopet arbetade David på redaktionen vid sin svärfars tidning The Lady. Familjen bodde de första åren i London, men när fadern Algernon Freeman-Mitford dog 1916 ärvde han titeln och det senviktorianska slottet Batsford Park samt en ansenlig bit mark, eftersom hans äldre bror Clement som stått närmast i rang att överta titeln stupade barnlös under första världskriget. Under 1926 lät han uppföra Swinbrook House dit familjen flyttade 1927. Fastigheten var utrustad med squashbana, forellvatten och lokaler för fasanuppfödning. Fasanjakt och forellfiske var ett Davids största nöjen.   
När han nu tvingades åka till i London vistades han antingen i överhuset eller vid Marlborough Club. Under ett besök på klubben hörde han att en liten ö i Hebriderna var till salu; han köpte den 1938 på ren impuls och skänkte den till sonen Thomas. 
Alla Mitford-barnen förväntades kunna stava sig igenom ledaren i The Times vid fem års ålder. Själv var David inte mycket för litteratur; han omtalade själv att han före Nancys böcker bara läst en enda bok, Jack Londons Varghunden, och att den var så bra att det inte fanns anledning att läsa fler böcker. 
När han halverade underhållet till dottern Nancy började hon skriva små artiklar för tidningarna Vogue, Harper's Bazaar och morfaderns The Lady. Hennes skrivande ledde senare till en författarkarriär där ett antal böcker handlade om hennes egen uppväxt där hon beskriver sin pappa som en grov men kärleksfull Uncle Matthew; han läste dem och blev besvärad, road och smickrad av hennes porträtt över honom.
David var inte förtjust i dottern Dianas relation med Oswald Mosley, och när han fick höra att hon och Unity varit på partidagarna i Nürnberg skrev han till dem för att tala om att han och Sydney ansåg deras värdar var ett gäng mordiska pestråttor. När sedan Jessica tillkännagav att hon tänker gifta sig med kommunisten Esmond Romilly blev han så arg att han inte visste vad han skulle ta sig till; kommunister ansåg han vara helt förkastliga. Giftermålet ledde till att han inte träffade henne någon mer gång. Att David var antisemit råder det ingen tvekan om; han var medlem i Archibald Maule Ramsays klubb The Right Club som ville lyfta upp den brittiska judefrågan på bordet.

## Barn
- Nancy Mitford (1904–1973), brittisk författare
- Pamela Mitford, senare Jackson[7] (1907–1994), arbetade med hönsuppfödning och införde några nya hönsraser till England.
- Thomas Mitford[7] (1909–1945), brittisk advokat, militär
- Diana Mitford[7] (1910–2003), i sitt andra gifte, gift med den brittiska fascistledaren  Sir Oswald Mosley.
- Unity Mitford[7] (1914–1948), blev på 1930-talet fascist och stor beundrare av Adolf Hitler.
- Jessica Mitford (1917–1996), författare och deltagare i det spanska inbördeskriget
- Deborah Mitford (1920–2014), hertiginna av Devonshire,[7] författare och mormor till Stella Tennant.